# ۱۰۲۵ (قمری)
۱۰۲۵ (قمری)، هزار و بیست و پنجمین سال در گاهشماری هجری قمری است. اول محرم این سال برابر با بیستم ژانویه سال ۱۶۱۶ میلادی است.

## وابسته
- پیترو دلاواله